# Site 2
Pour plus de détails, voir Fiche technique et Distribution.
Site 2, parfois sous-titré Aux abords des frontières, est un documentaire franco-allemand réalisé par Rithy Panh et sorti en 1989.

## Synopsis
Site 2 (en) est un camp de réfugiés cambodgiens situé en Thaïlande, près de la frontière entre les deux pays.

## Fiche technique
- Titre : Site 2
- Réalisation : Rithy Panh
- Scénario : Rithy Panh
- Photographie : Jacques Bouquin
- Montage : Andrée Davanture
- Musique : Marc Marder
- Pays d'origine :  France,  Allemagne de l'Ouest
- Genre : documentaire
- Format : couleurs
- Durée : 92 minutes
- Date de sortie : 1989

## Distinctions
- États généraux du film documentaire de Lussas 1989 : sélection française
- Festival international du film d'Amiens 1989 : Grand Prix du documentaire
- Prix de la Scam 1990 : documentaire de l'année